# Венда-ду-Пиньейру
Венда-ду-Пиньейру (порт. Venda do Pinheiro)  —  район (фрегезия) в Португалии,  входит в округ Лиссабон. Является составной частью муниципалитета  Мафра. Находится в составе крупной городской агломерации Большой Лиссабон. По старому административному делению входил в провинцию Эштремадура. Входит в экономико-статистический  субрегион Большой Лиссабон, который входит в Лиссабонский регион. Население составляет 8 164 человека на 2011 год. Занимает площадь 14,43 км².